# Potvorice
Potvorice (bis 1927 slowakisch auch „Patvarovce“; ungarisch Patvaróc) ist eine Gemeinde im Westen der Slowakei mit 714 Einwohnern (Stand 31. Dezember 2024), die zum Okres Nové Mesto nad Váhom, einem Teil des Trenčiansky kraj, gehört.

## Geographie
Die Gemeinde befindet sich im Nordteil des Donauhügellands am rechten Ufer der Waag und deren Kanals namens Biskupický derivačný kanál. Das Ortszentrum liegt auf einer Höhe von 177 m n.m. und ist achteinhalb Kilometer von Nové Mesto nad Váhom entfernt.
Nachbargemeinden sind Považany im Norden, Hrádok im Osten, Brunovce im Süden und Čachtice im Westen.

## Geschichte
Auf dem heutigen Gemeindegebiet befand sich hier eine Grabstätte der Urnenfelderkultur mit Keramik des Prager Typs.
Der Ort wurde zum ersten Mal 1263 als Potworich schriftlich erwähnt und war damals Teil des königlichen Guts. Spätere Gutsherren stammten aus den Geschlechtern Ruttkay, Bársony, Csáky, Jesenský und weiteren. 1715 hatte die Ortschaft zwei Mühlen und 36 Haushalte, 1828 zählte man 47 Häuser und 369 Einwohner, deren Haupteinnahmequellen Landwirtschaft war.
Bis 1918 gehörte der im Komitat Neutra liegende Ort zum Königreich Ungarn und kam danach zur Tschechoslowakei beziehungsweise heute Slowakei.

## Bevölkerung
| Jahr                | 1994 | 2004    | 2014    | 2024     |
| ------------------- | ---- | ------- | ------- | -------- |
| Anzahl der Personen | 528  | 561     | 609     | 714      |
| Unterschied         |      | +6,25 % | +8,55 % | +17,24 % |

| Jahr                | 2023 | 2024    |
| ------------------- | ---- | ------- |
| Anzahl der Personen | 707  | 714     |
| Unterschied         |      | +0,99 % |

Nach der Volkszählung 2011 wohnten in Potvorice 580 Einwohner, davon 571 Slowaken, 4 Tschechen, 2 Mährer und 1 Deutscher. 1 Einwohner gab eine andere Ethnie an und 1 Einwohner machte keine Angabe zur Ethnie.
456 Einwohner bekannten sich zur römisch-katholischen Kirche, 24 Einwohner zur Evangelischen Kirche A. B., jeweils 2 Einwohner zur evangelisch-methodistischen Kirche und zur griechisch-katholischen Kirche und 1 Einwohner zur altkatholischen Kirche; 1 Einwohner gab eine andere Konfession an. 82 Einwohner waren konfessionslos und bei 12 Einwohnern wurde die Konfession nicht ermittelt.

## Bauwerke und Denkmäler
- Glockenturm im barock-klassizistischen Stil aus dem 18. Jahrhundert